# Бон Фрязин

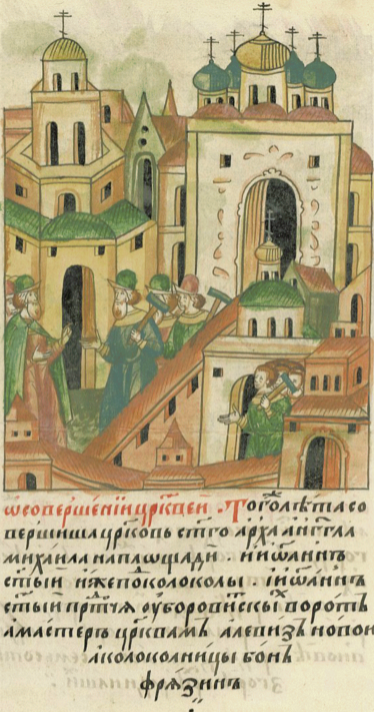
Бон Фрязин и Алевиз Новый после возведения своих зданий

Бон Фря́зин — прозвище итальянского архитектора конца XV — начала XVI веков («Фрязин» — искажённое «франк» — старорусское название выходцев из Южной Европы, в основном итальянцев).
В начале XVI века работал в России. Другие детали биографии Бона Фрязина, включая его настоящее имя, неизвестны (некоторые источники указывают имя Марко).
Источники не сообщают о его происхождении и работах, выполненных до приезда в Великое княжество Московское. Документально подтверждена единственная московская постройка Бона Фрязина — Колокольня Ивана Великого в Кремле, самое высокое здание Москвы до XIX века:

Того же лета [1508 год] свершиша церковь святаго Архангела Михаила на площади и Иоанн святый иже под колоколы и Иоанн святый Предтеча у Боровитских ворот, а мастер церквам Алевиз Новый, а колоколници Бон Фрязин.

Бон Фрязин построил два нижних восьмигранных яруса и часть третьего в 1505—1508 годах (нынешний вид колокольня приобрела столетием позже). Зодчий заложил в конструкции первого яруса металлические балки, поэтому колокольня устояла в 1812 году при попытке взрыва её французами.
Некоторые источники считают, что Бон Фрязин — это итальянский зодчий Мастробан, позднее (в 1508—1509 годах) посланный вместе с Бартоломеем в Дорогобуж для постройки Дорогобужской крепости.